# Mesochorus vinnulus
Mesochorus vinnulus là một loài tò vò trong họ Ichneumonidae.